# Пилкохвоста котяча акула
Пилкохвоста котяча акула (Galeus) — рід акул родини Котячі акули. Має 18 видів.

## Опис
Загальна довжина представників коливається від 25 до 90 см. Голова подовжена. очі помірного розміру, овальні, горизонтальної форми, з миготливою перетинкою. Зіниці щілиноподібні. За очима розташовані невеличкі бризкальця. Губні борозни короткі, розташовані в кутах рота. Рот широкий. Зуби дрібні, з багатьма, зазвичай 2-3, верхівками. Зуби розташовані у декілька рядків: на верхній щелепі — 47-78 робочих зубів, на нижній — 48-82. У них 5 пар зябрових щілин. Тулуб тонкий, стрункий. Шкіра відносно груба. Грудні плавці відносно великі. Має 2 спинних плавці майже однакового розміру. Вони розташовані ближче до хвостової частини. Черевні плавці невеликі. Анальний плавець великий. Хвостовий плавець вузький, гетероцеркальний. На верхній лопаті хвостового плавця пилчастого гребеня, які утворюється збільшеною плактоїдною лускою. Звідси походить назва цих акул.
Забарвлення коливається від жовтуватого і сірого до коричневого. Спина та боки вкриті плямами та смугами різної форми та розміру, зазвичай темніше основного фону.

## Спосіб життя
Тримаються на значній глибині, континентальному та острівних шельфах, також верхніх схилах. Мляві та повільні акули. Полюють біля дна, є бентофагами. Живляться молоддю костистих риб, ракоподібними, головоногими молюсками, морськими червами, личинками морських тварин, ікрою.
Більшість представники роду є яйцекладними, лише 1 вид є яйцеживородним (Galeus polli).
Ці акули не становлять небезпеки для людини.

## Розповсюдження
Мешкають в Атлантичному, Тихому та Індійському океанах.

## Види
- Galeus antillensis  Springer, 1979
- Galeus arae  Nichols, 1927
- Galeus atlanticus  Vaillant, 1888
- Galeus cadenati  Springer, 1966
- Galeus eastmani  Jordan & Snyder, 1904
- Galeus friedrichi  Ebert & Jane, 2022
- Galeus gracilis  Compagno & Stevens, 1993
- Galeus longirostris  Tachikawa & Taniuchi, 1987
- Galeus melastomus  Rafinesque, 1810
- Galeus mincaronei  Soto, 2001
- Galeus murinus  Collett, 1904
- Galeus nipponensis  Nakaya, 1975
- Galeus piperatus  Springer & Wagner, 1966
- Galeus polli  Cadenat, 1959
- Galeus priapus  Séret & Last, 2008
- Galeus sauteri  Jordan & Richardson, 1909
- Galeus schultzi  Springer, 1979
- Galeus springeri  Konstantinou & Cozzi, 1998